# ستيفن نيومان
ستيفن نيومان (بالإنجليزية: Stephen Newman)‏ هو سياسي أمريكي، ولد في 15 أكتوبر 1964 في الولايات المتحدة. حزبياً، نشط في الحزب الجمهوري. وقد انتخب عضو مجلس ولاية فرجينيا.

## وصلات خارجية
- الموقع الرسمي